# Biser Petkow
Biser Christow Petkow, bułg. Бисер Христов Петков (ur. 6 września 1963 w Montanie) – bułgarski ekonomista, urzędnik państwowy i nauczyciel akademicki, dyrektor Narodowego Zakładu Ubezpieczeń Społecznych, w latach 2017–2019 minister pracy i polityki socjalnej.

## Życiorys
W 1987 ukończył studia z zakresu ekonomii i handlu zagranicznego na Uniwersytecie Gospodarki Narodowej i Światowej. Kształcił się również na uczelniach w Austrii i Wielkiej Brytanii. Uzyskał magisterium i doktorat z nauk ekonomicznych. Od 1988 jako nauczyciel akademicki związany z macierzystą uczelnią, w 2012 objął na niej stanowisko docenta.
W latach 2002–2003 był prezesem państwowej agencji zajmującej się nadzorem ubezpieczeniowym. W 2003 Zgromadzenie Narodowe powołało go na wiceprezesa nowo utworzonej komisji nadzoru finansowego, w ramach której do 2009 odpowiadał za nadzór ubezpieczeniowy. W 2011 objął stanowisko dyrektora Narodowego Zakładu Ubezpieczeń Społecznych.
W maju 2017 otrzymał nominację na ministra pracy i polityki socjalnej w trzecim gabinecie Bojka Borisowa. Zakończył urzędowanie w grudniu 2019.